# أوتو بيكا جورفينين
أوتو بيكا جورفينين (بالإنجليزية: Otto-Pekka Jurvainen) هو لاعب كرة قدم فنلندي، من مواليد 1 فبراير 1985، يلعب في صفوف فريق اتش آي اف كي.